# Reynoutria spaethii
Reynoutria spaethii là một loài thực vật có hoa trong họ Rau răm. Loài này được (Damm.) Moldenke miêu tả khoa học đầu tiên năm 1941.